# 王献之

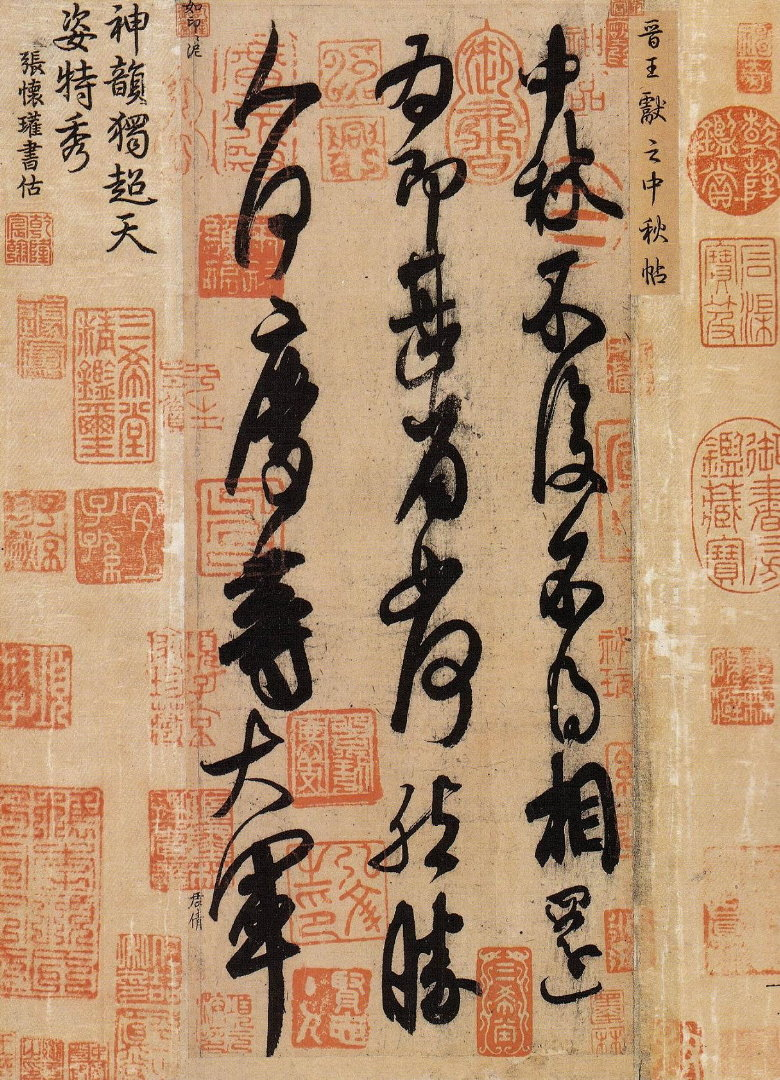
『中秋帖』
【釈文】中秋不復不得相還為即甚省如何然勝人何慶等大軍

王 献之（おう けんし、344年 - 386年）は、中国東晋の書家。字は子敬。王羲之の七男。中書令となったことから世に王大令とも呼ばれる。

## 業績
書道の大家で、父の王羲之とともに二王（羲之が大王、献之が小王）あるいは羲献と称される。王羲之の諸子はみな能書家であり、王献之は最年少であるが書の天分に恵まれ、王羲之の書より逸気に富んでいるといわれているが、骨格だけは父には及ばないといわれている。

## 書風
王献之の書の特徴の一つとして一筆書（いっぴつしょ）があげられる。一筆書とは中秋帖などに見られる続け書き（連綿）のことで、この書風は王鐸や米芾などに影響を与えた。

## 作品
代表的な作として次のものが挙げられる。

### 廿九日帖
書体は行書。

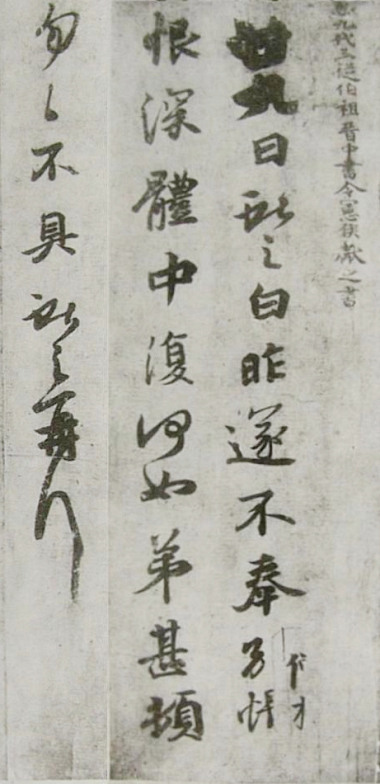
『廿九日帖』

遼寧省博物館に現存する模写本万歳通天進帖に収録されている。来歴を唐時代まで遡ることのできる唯一の王献之の書跡であり、最も信頼性が高い。

### 洛神賦十三行

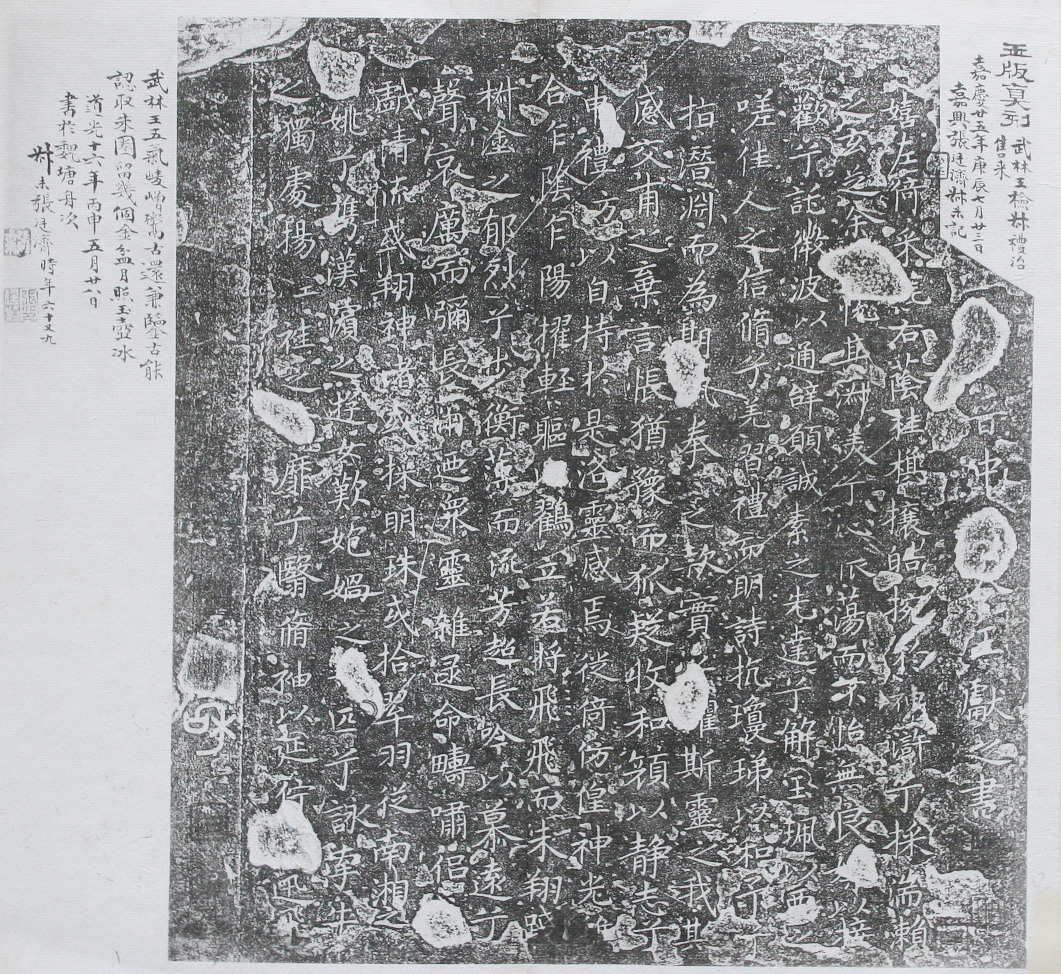
洛神十三行

書体は楷書。王献之は楷書をもよくした。王献之の小楷を伝える作はこれだけである。この賦は魏の曹植の文で、王献之の書いたものは前後を欠き、中間の13行だけが南宋時代に刻された石刻とその拓本として遺存している。なお、王羲之の書いた作（同じく楷書）もあったという。

### 十二月帖
書体は行草体。米芾が収蔵し真跡として尊重したので有名である。米芾自身が制作した石刻の断片拓本が残っている。完全な形としては、宝晋斎帖に収録されている。

### 地黄湯帖

『地黄湯帖』

書体は行書。宋の高宗の書簽がある。その後、文徴明蔵となり、現在は台東区立書道博物館（東京都）蔵。紙本墨書の搨模本。淳化閣帖にも収録されている。

### 中秋帖
書体は行草体。行のはじめに「中秋」の文字があるのでこの名がある。前後が欠け、中間3行（22文字）が残るだけである。一筆書の連綿体による華麗さがあり、また筆勢に気魄がある。北京・故宮博物館蔵。

### 鴨頭丸帖
草書2行。淳化閣帖にも収録されている。上海博物館に絹本の墨書が収蔵されているが模写本だと推定されている。

## 逸話
王献之も父と同じく次のような逸話がある。
- ある日のこと、王献之が書の練習していると、後ろから父の王羲之が近づいてきて彼の手から筆を引こうとした時、「お前は筆をしっかりと強く握って書いている。きっと上手くなるだろう」と言ったという。

- 父の王羲之が都の建康に出る時、王羲之は壁に文字を書いていた。これを王献之は綺麗に拭き取って、これを書き換え、心密かに父より上手いと思って悦にいっていた。やがて、建康から帰ってきた王羲之が、ふと壁の文字を見て、「先日、都へ出かける時は、よほど酒に酔っていたらしい。どうもこの字は下手くそだ。どうしてこんな汚い字を書いたのだろう」と言い、王献之は父がそう嘆くのを見て、ひどく恥ずかしく思ったという。

## 家族
- 母：郗璿（郗鑒の娘）
- 妻：郗道茂（離婚、郗璿の弟の郗曇の娘）
- 妻：司馬道福（新安公主、簡文帝の三女）

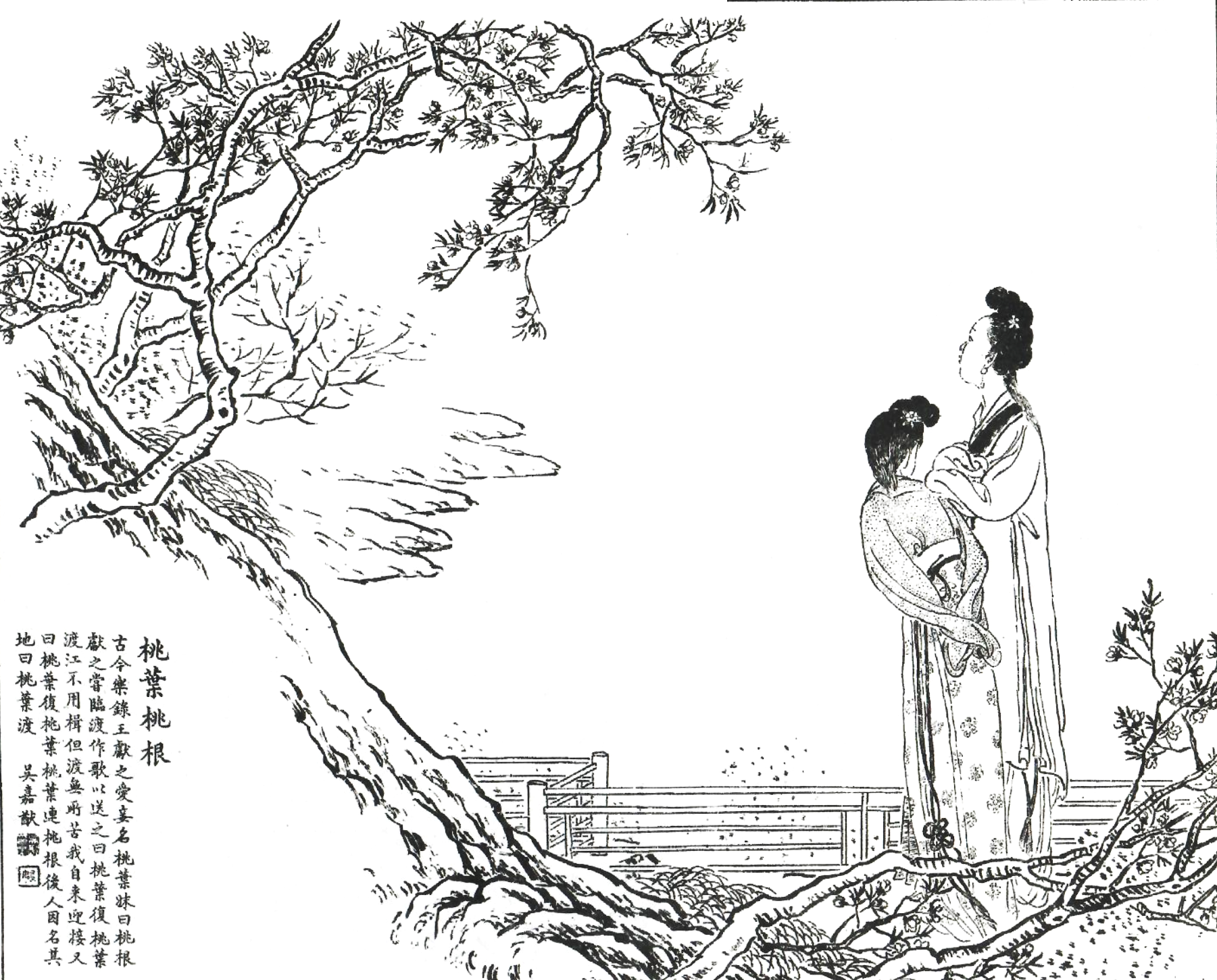
桃葉と妹の桃根（『古今百美図』）

- 妾：桃葉。王献之の愛妾として知られている。桃葉が秦淮河を渡るたびに王献之はいつも自ら迎えてくれる。後世では二人で会った渡し場は「桃葉渡」と呼ばれた。
- 息女：王玉潤。郗道茂との娘。夭折。
- 息女：王神愛。新安公主との娘。安帝の安僖皇后。